# Heterocordylus malinus
Heterocordylus malinus är en insektsart som beskrevs av Slingerland 1909. Heterocordylus malinus ingår i släktet Heterocordylus och familjen ängsskinnbaggar. Inga underarter finns listade i Catalogue of Life.